# Get Up (50 Cent)
Get Up è il primo singolo pubblicato da 50 Cent dal suo album futuro, Before I Self Destruct. È stato prodotto da Scott Storch.

## Informazioni
Il singolo è stato pubblicato nel MySpace ufficiale del cantante e dalla sua community ufficiale, Thisis50.com.Successivamente è stato pubblicato nel suo account ufficiale di YouTube, ma senza video. La canzone è stata pubblicata da iTunes il 14 ottobre 2008. Il 30 ottobre 2008 l'Universal Group ha pubblicato nel suo account la versione esplicita della canzone.

## Video
Il video prende ispirazione da Io sono leggenda ed è stato pubblicato il 6 novembre 2008.

## Classifiche
| Chart (2008)                          | Posizione in classifica |
| ------------------------------------- | ----------------------- |
| U.S. Billboard Hot 100                | 44                      |
| U.S. Billboard Hot R&B/Hip-Hop Songs  | 23                      |
| U.S. Billboard Hot Rap Tracks         | 9                       |
| U.S. Billboard Pop 100                | 51                      |
| U.S. Billboard Mainstream R&B/Hip-Hop | 15                      |
| U.S. Billboard Rhythmic Top 40        | 21                      |
| Billboard Canadian Hot 100            | 31                      |